# Чепље (Луковица)
Чепље (словен. Čeplje) је насељено место у општини Луковица, Средњесловенска регија, Словенија.

## Историја
До територијалне реорганизације у Словенији биле су у саставу старе општине Домжале.

## Становништво
У попису становништва из 2011. године, Чепље је имало 95 становника.
| Број становника према пописима | Број становника према пописима | Број становника према пописима |
| ------------------------------ | ------------------------------ | ------------------------------ |
| 1991                           | 2002                           | 2011                           |
| 62                             | 88                             | 95                             |